# Cờ Tây Sơn

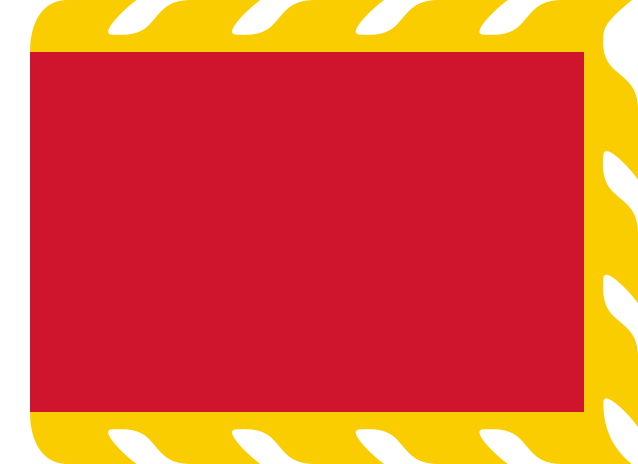
Cờ tượng trưng dựa vào mô tả lịch sử.

Cờ Tây Sơn là lá cờ được sử dụng bởi nhà Tây Sơn trong cuối thế kỷ 18, là một dải lụa màu đỏ dài 9 thước ta, không rõ chiều rộng bao nhiêu. Màu của cờ màu đỏ là màu đặc trưng của lực lượng Tây Sơn. Cờ được sử dụng trong quân sự và được treo lên những thành trì mà Tây Sơn chiếm được. Trong sự kiện Nguyễn Huệ xưng hoàng đế với danh hiệu Quang Trung tại núi Bân, cờ đỏ được treo rợp cả ngọn núi.
Cờ Tây Sơn thường được gọi là cờ đào. Biểu tượng này được các tài liệu của Đảng Cộng sản Việt Nam ghi nhận là biểu tượng của nhân dân, là ngọn cờ cứu dân cứu nước.

### Sách
- Hoàng Tuấn Phổ (2012). Địa chí văn hóa huyện Quảng Xương. Nhà xuất bản Lao động.
- Nguyễn Văn Mại (1972). Việt-Nam phong-sử. Phủ Quốc-vụ-khanh đặc-trách Văn-hóa.
- Phạm Văn Sơn (1968). Quân lực Việt Nam. Trung tâm Ấn loát Ấn phẩm Văn Sơn.
- Phan Huy Lê, Phan Phương Thảo (2012). Lịch sử và văn hóa Việt Nam tiếp cận bộ phận. Nhà xuất bản Thế giới.
- Trần Huy Liệu (2000). Lịch sử thủ đô Hà Nội. Nhà xuất bản Hà Nội.

### Tạp chí
- Mạ̌t trận Tổ Quốc Việt Nam (1978). "Đại đoàn kết, Số phát hành 1-25". Nhà xuất bản Thành phố Hồ Chí Minh. {{Chú thích tạp chí}}: Chú thích magazine cần |magazine= (trợ giúp)
- Viện lịch sử quân sự Việt Nam (2015). "Tạp chí Lịch sử quân sự, Số phát hành 277-282". Bộ Quốc phòng, Viện lịch sử quân sự Việt Nam. {{Chú thích tạp chí}}: Chú thích magazine cần |magazine= (trợ giúp)
- Viện sử học (1983). "Nghiên cứu lịch sử, Số phát hành 208-213". Viện sử học. {{Chú thích tạp chí}}: Chú thích magazine cần |magazine= (trợ giúp)